# Marsonnas
Marsonnas és un municipi francès situat al departament de l'Ain i a la regió d'Alvèrnia-Roine-Alps. L'any 2007 tenia 889 habitants.

## Demografia

### Població
El 2007 la població de fet de Marsonnas era de 889 persones. Hi havia 339 famílies de les quals 72 eren unipersonals (40 homes vivint sols i 32 dones vivint soles), 123 parelles sense fills, 126 parelles amb fills i 18 famílies monoparentals amb fills.
La població ha evolucionat segons el següent gràfic:
Habitants censats

### Habitatges
El 2007 hi havia 406 habitatges, 347 eren l'habitatge principal de la família, 29 eren segones residències i 30 estaven desocupats. 372 eren cases i 34 eren apartaments. Dels 347 habitatges principals, 276 estaven ocupats pels seus propietaris, 67 estaven llogats i ocupats pels llogaters i 5 estaven cedits a títol gratuït; 13 tenien dues cambres, 30 en tenien tres, 94 en tenien quatre i 211 en tenien cinc o més. 295 habitatges disposaven pel capbaix d'una plaça de pàrquing. A 134 habitatges hi havia un automòbil i a 199 n'hi havia dos o més.

### Piràmide de població
La piràmide de població per edats i sexe el 2009 era:
| Homes | Edats   | Dones |
| ----- | ------- | ----- |
| 0     | 95 o +  | 0     |
| 0     | 90 a 94 | 4     |
| 0     | 85 a 89 | 0     |
| 12    | 80 a 84 | 12    |
| 12    | 75 a 79 | 16    |
| 12    | 70 a 74 | 32    |
| 24    | 65 a 69 | 16    |
| 32    | 60 a 64 | 20    |
| 16    | 55 a 59 | 24    |
| 12    | 50 a 54 | 16    |
| 28    | 45 a 49 | 20    |
| 28    | 40 a 44 | 12    |
| 32    | 35 a 39 | 24    |
| 44    | 30 a 34 | 32    |
| 24    | 25 a 29 | 32    |
| 12    | 20 a 24 | 4     |
| 12    | 15 a 19 | 8     |
| 24    | 10 a 14 | 24    |
| 28    | 5 a 9   | 24    |
| 24    | 0 a 4   | 32    |

## Economia
El 2007 la població en edat de treballar era de 541 persones, 431 eren actives i 110 eren inactives. De les 431 persones actives 402 estaven ocupades (219 homes i 183 dones) i 28 estaven aturades (15 homes i 13 dones). De les 110 persones inactives 44 estaven jubilades, 36 estaven estudiant i 30 estaven classificades com a «altres inactius».

### Ingressos
El 2009 a Marsonnas hi havia 372 unitats fiscals que integraven 958,5 persones, la mediana anual d'ingressos fiscals per persona era de 18.788 €.

### Activitats econòmiques
Dels 16 establiments que hi havia el 2007, 1 era d'una empresa alimentària, 3 d'empreses de construcció, 8 d'empreses de comerç i reparació d'automòbils, 1 d'una empresa d'informació i comunicació, 1 d'una empresa de serveis i 2 d'empreses classificades com a «altres activitats de serveis».
Dels 5 establiments de servei als particulars que hi havia el 2009, 1 era un paleta, 1 fusteria, 1 empresa de construcció, 1 perruqueria i 1 saló de bellesa.
Dels 4 establiments comercials que hi havia el 2009, 1 era una botiga de més de 120 m², 1 una botiga de menys de 120 m², 1 una fleca i 1 una botiga de material de revestiment de parets i terra.
L'any 2000 a Marsonnas hi havia 33 explotacions agrícoles que ocupaven un total de 1.122 hectàrees.

## Equipaments sanitaris i escolars
El 2009 hi havia una escola elemental integrada dins d'un grup escolar amb les comunes properes formant una escola dispersa.

## Poblacions més properes
El següent diagrama mostra les poblacions més properes.